# Olinto Marinelli
Olinto Marinelli (Udine, 11 febbraio 1876 – Firenze, 14 giugno 1926) è stato un geografo e professore di geografia italiano.

## Biografia
Figlio di Giovanni Marinelli, è stato considerato un maestro di coetanei, dai suoi contemporanei, e animatore di uomini e istituti pronti a offrire il loro concorso da Biasutti (geografo); subentrò al padre, a soli 26 anni, alla cattedra di geografia di Firenze, che tenne dal 1902 al 1926.
Avviato dal padre agli studi naturalistici e alla geografia secondo un programma di metodica esplorazione locale, egli proseguì il lavoro del genitore e sviluppò il suo pensiero attorno alle cause attuali, cioè l'idea che le trasformazioni del mondo non sono diverse dalle trasformazioni del territorio in una relazione di causa-effetto; traghettò quindi la geografia da una dimensione storico-letteraria, quale allora era, a una dimensione propriamente scientifica. Sostenne l'unità organica della geografia come scienza e metodo, affermando la necessità dell'esplorazione e del diretto contatto con le cose;  elevò inoltre la cartografia a strumento essenziale della disciplina e introdusse il ratzelismo in Italia.
Elaborò L' Atlante Scolastico di Geografia Moderna  e, con Leonardo Ricci, l'ampia ed analitica Guida metodica per gli insegnanti, volendo indirizzarli ad alcune questioni di metodo nella scuola e per la scuola senza propugnare questo o quel sistema didattico. Nella prefazione  spiega che la Guida, oltre agli esercizi di lettura delle carte, vuole tener conto non solo dei bisogni della geografia ma anche della storia, delle scienze naturali, delle opportunità dei luoghi e degli avvenimenti del giorno  e non essere ristretta ad una singola scuola e materia ed alle esigenze del programma. 
Nel 1917-1918 collaborò alla Rivista di geografia didattica fondata da Sebastiano Crinò contribuendo a rendere l'insegnamento della geografia materia di studio scientifico. Dal 1901 al 1926 subentrò al padre Giovanni alla presidenza della Società Alpina Friulana, dove partecipò alla stesura della Guida delle Prealpi Giulie1912.
È noto per essere stato l'autore dell'Atlante dei tipi geografici pubblicato dall'Istituto Geografico Militare nel 1922, nel quale si evidenzia l'importanza della cartografia, che avvicinerebbe al suolo le discipline economiche e storiche, e si analizza il concetto di tipo e tipo ideale, sulla base di esempi concreti vicini e lontani. È stato il direttore della Rivista Geografica Italiana, ma anche collaboratore di riviste scolastiche come La geografia per tutti, pubblicazioni indirizzate a un pubblico non specialistico. 
Il suo pensiero, nell'ambiente geografico, viene ancora considerato valido e attuale.
A lui è dedicata la sede della Scuola Primaria dell'Istituto Comprensivo di Tarcento e, assieme al padre, il Rifugio Giovanni e Olinto Marinelli.

## Opere
- Del confine linguistico italiano-tedesco, Pagine friulane V, 1892;
- La frana e il lago Borta, Udine 1897;
- Studi orografici nelle Alpi orientali, Roma 1902;
- I limiti altimetrici in Comelico, 1907;
- I ghiacciai delle Alpi Venete, 1910;
- Atlante Scolatico di Geografia Moderna 1912
- Olinto Marinelli e Leonardo Ricci  Guida metodica per gli insegnanti che seguono l'Atlante Scolatico di Geografia Moderna di Olinto Marinelli - Albrighi Segati e Vallardi ed. 1914
- Il Friuli come tipo di regione naturale, Udine 1917;
- Fenomeni carsici delle regioni gessose d'Italia, 1917;
- La regione del Monte Amiata, 1919;
- Il Friuli e la Venezia Giulia. Problemi di geografia amministrativa e di toponomastica, Udine 1923;
- 5 anni di alpinismo in Friuli 1874-1924, 1925;
- I monti del Friuli nelle carte geografiche del secolo XVIII, 1929;
- Guida delle Prealpi Giulie, 1912[5].